# Natação nos Jogos Pan-Americanos de 2007 - 100 m peito feminino
O evento dos 100 m peito feminino nos Jogos Pan-Americanos de 2007 foi realizado no Rio de Janeiro, Brasil, com a final realizada em 19 de julho de 2007.

## Medalhistas
| Ouro   | USA Michelle McKeehan |
| Prata  | CAN Annamay Pierse    |
| Bronze | USA Elizabeth Tinnon  |

## Resultados
| Posição | Nadadora                   | Eliminatórias | Eliminatórias | Semifinais | Semifinais | Final   |
| Posição | Nadadora                   | Tempo         | Posição       | Tempo      | Posição    | Tempo   |
| ------- | -------------------------- | ------------- | ------------- | ---------- | ---------- | ------- |
| 1       | Michelle McKeehan (USA)    | 1:10.35       | 3             | 1:10.34    | 3          | 1:08.49 |
| 2       | Annamay Pierse (CAN)       | 1:07.78       | 1             | 1:08.27    | 1          | 1:08.72 |
| 3       | Elizabeth Tinnon (USA)     | 1:08.94       | 2             | 1:09.99    | 2          | 1:09.18 |
| 4       | Jillian Tyler (CAN)        | 1:10.42       | 4             | 1:11.14    | 4          | 1:10.29 |
| 5       | Javiera Salcedo (ARG)      | 1:11.79       | 5             | 1:11.57    | 5          | 1:12.26 |
| 6       | Tatiane Sakemi (BRA)       | 1:11.97       | 6             | 1:11.74    | 6          | 1:12.35 |
| 7       | Adriana Marmolejo (MEX)    | 1:12.57       | 9             | 1:13.50    | 8          | 1:12.60 |
| 8       | Alia Atkinson (JAM)        | 1:12.25       | 7             | 1:13.01    | 7          | 1:14.34 |
|         |                            |               |               |            |            |         |
| 9       | Agustina de Giovanni (ARG) | 1:12.30       | 8             | 1:13.64    | 9          |         |
| 10      | Daniela Victoria (VEN)     | 1:13.35       | 11            | 1:13.81    | 10         |         |
| 11      | Mariana Katsuno (BRA)      | 1:13.23       | 10            | 1:14.15    | 11         |         |
| 12      | Gloria González (VEN)      | 1:14.34       | 12            | 1:14.93    | 12         |         |
| 13      | Valeria Silva (PER)        | 1:15.09       | 14            | 1:15.23    | 13         |         |
| 14      | Kimba Collymore (TRI)      | 1:15.97       | 16            | 1:15.65    | 14         |         |
| 15      | Danielle Beaubrun (LCA)    | 1:15.52       | 15            | 1:16.44    | 15         |         |
| —       | Alicia Lightbourne (BAH)   | 1:14.36       | 13            | DSQ        | —          |         |
|         |                            |               |               |            |            |         |
| 17      | McKayla Lightbourn (BAH)   | 1:15.77       | 17            |            |            |         |
| 18      | Nora Miro (PER)            | 1:16.58       | 18            |            |            |         |
| 19      | Nilshaira Isenia (AHO)     | 1:18.09       | 19            |            |            |         |
| 20      | Natasha Moodie (JAM)       | 1:18.56       | 20            |            |            |         |
| 21      | Katerine Moreno (BOL)      | 1:19.28       | 21            |            |            |         |
| 22      | Chinyere Pigot (SUR)       | 1:20.85       | 22            |            |            |         |
| 23      | Karen Poujol (HON)         | 1:22.13       | 23            |            |            |         |